# 長野県道・岐阜県道39号奈川野麦高根線
長野県道・岐阜県道39号奈川野麦高根線（ながのけんどう・ぎふけんどう39ごう なかわのむぎたかねせん）は、長野県松本市奈川から野麦峠を越えて岐阜県高山市高根町に至る県道（主要地方道）である。古くから信濃と飛騨を結ぶ野麦街道の一部である。

## 概要
長野県松本市奈川の寄合渡の長野県道26号奈川木祖線から分岐して西へ向かい県境の野麦峠を越え、岐阜県高山市高根町野麦を経て、高山市高根町上ケ洞の国道361号・高嶺大橋（高根乗鞍湖）に接続する路線。
現在では長野県と飛騨地方を結ぶ道路は国道158号が主要路となっているが、野麦峠を通るこの道は野麦街道としてそれ以前の主要街道であった。その後、野麦街道は県道松本高山線として受け継がれ、そのうちの旧長野県南安曇郡奈川村と旧岐阜県大野郡高根村の区間が路線の名称変更を経て、現在の奈川野麦高根線となって今日に至る。

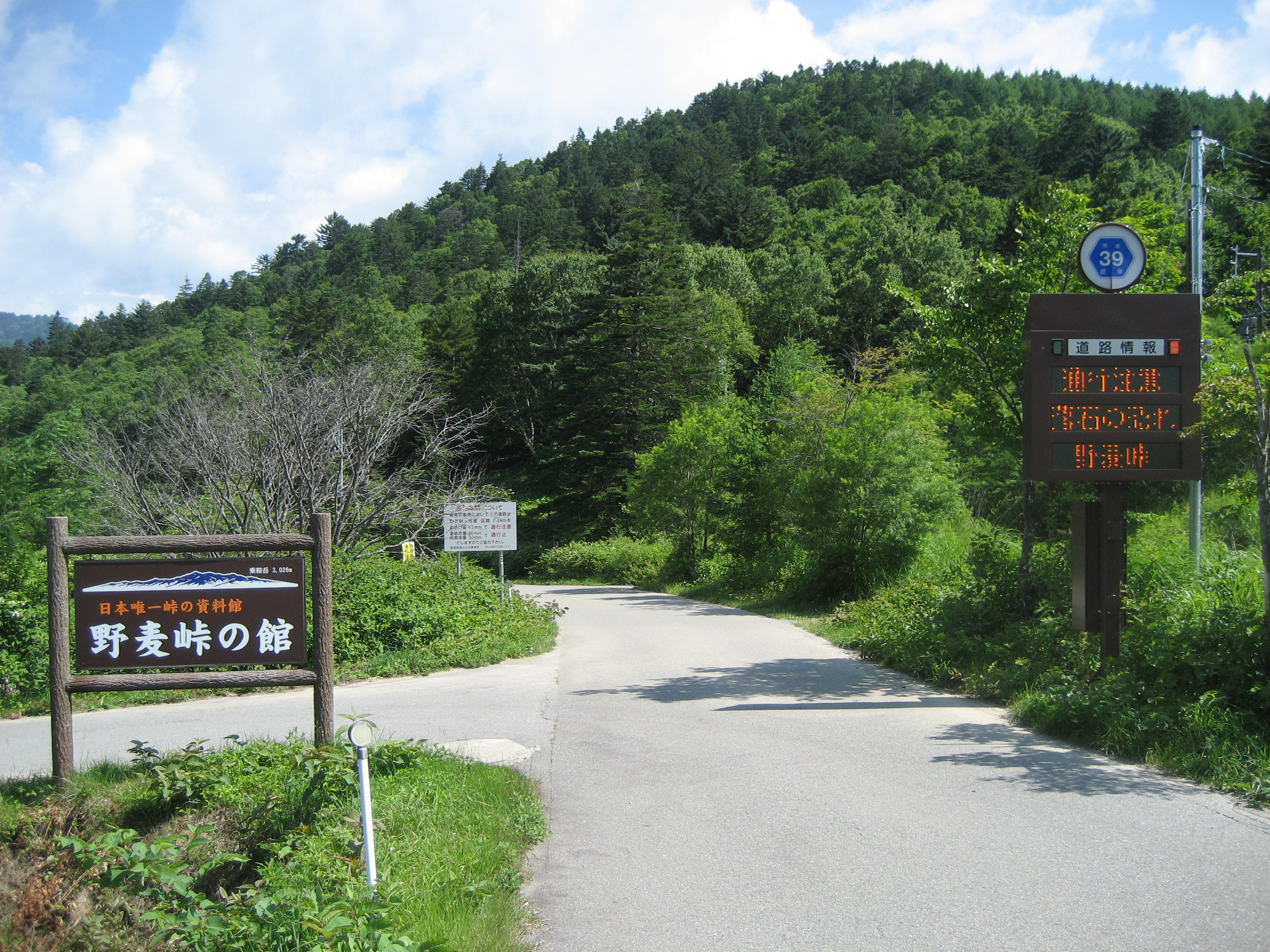
高山市野麦峠付近

野麦街道は明治以降に諏訪地方で勃興した製糸産業の工場へ働きに出た飛騨地方の女性が通った街道であるが、その中で命を落とした者も数多くいたといわれ、「女工哀史」や映画『あゝ野麦峠』などでも知られる街道である。野麦峠にはそれらを慰霊する碑や施設などがある。
なお、野麦峠周辺は、冬季通行止めとなる。

### 路線データ
- 起点：長野県松本市奈川（長野県道26号奈川木祖線交点）
- 終点：岐阜県高山市高根町（国道361号交点）

## 歴史
- 1971年（昭和46年）9月13日：寄合渡日和田線を寄合渡阿多野郷線へ変更。
- 1976年（昭和51年）4月1日：建設省から、寄合渡阿多野郷線を主要地方道奈川野麦高根線へ指定[1]。
- 1976年（昭和51年）10月14日：寄合渡阿多野郷線を奈川野麦高根線へ変更。
- 1993年（平成5年）5月11日 - 建設省から、県道奈川野麦高根線が奈川野麦高根線として主要地方道に再指定される[2]。

## 路線状況

### 別名
- 野麦街道（松本市）
- 飛騨街道（高山市）
- 野麦カエデ街道（高山市）
- 飛騨御岳しらかば街道（飛騨市）

## 地理

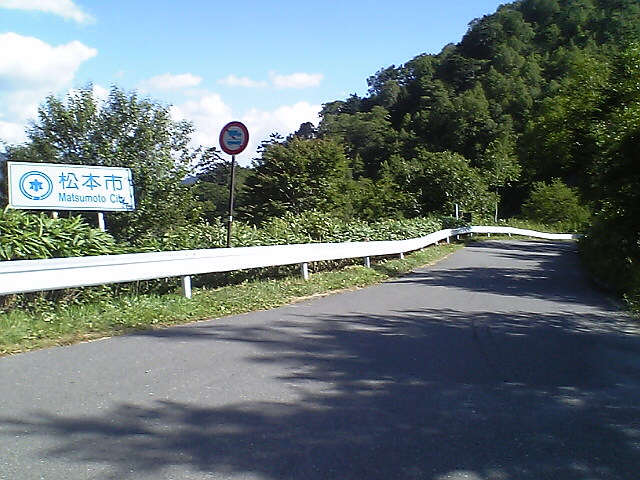
長野・岐阜県境（2007年8月）

長野県と岐阜県の県境をまたぐ飛騨山脈の野麦峠（標高1,672m）を越えて、乗鞍岳の南面の山裾を流れる益田川や長野県側の奈川の渓谷沿いに道路が延びる。野麦峠周辺は紅葉の名所で、好景観道路として知られる。野麦峠周辺に博物館や茶屋などの施設が集まるが、それ以外は施設も少なく、道路沿いに昔ながらの面影を残す集落を見るだけで、カラマツなどの森の中を走る。野麦峠にある展望台から乗鞍岳を展望できる。

### 通過する自治体
- 長野県
  - 松本市
- 岐阜県
  - 高山市

### 交差する道路

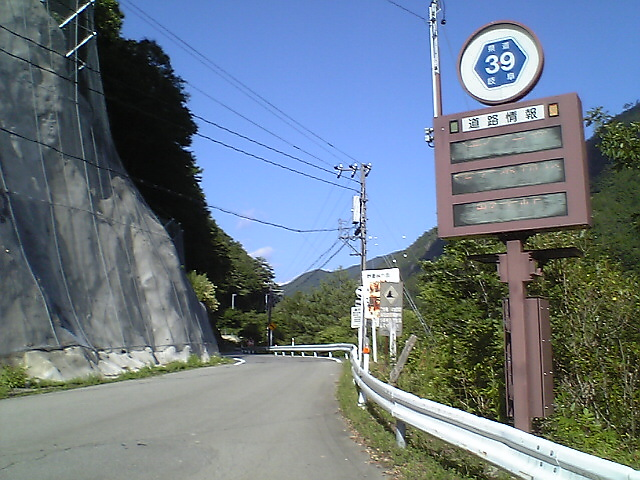
終点、国道361号交点（2007年8月）

- 長野県道26号奈川木祖線（長野県松本市、起点）
- 国道361号（岐阜県高山市、終点）

### 沿線にある施設など
- 野麦峠オートキャンプ場（松本市奈川）
- 野麦峠
- 峠の資料館 野麦峠の館（高山市高根町野麦）
- 寺坂峠（高山市高根町野麦 - 高根町阿多野郷）
- 高根乗鞍湖（高山市高根町上ケ洞）